# 소득 재분배
부의 재분배(富- 再分配, 영어: redistribution of wealth) 또는 소득 재분배(所得 再分配, 영어: redistribution of income)는 사회복지정책이 기타 다른 정책과 차별화되는 것 중 하나로 개인 또는 집단의 소득이전을 말한다.

## 종류
[ 공적소득 이전과 사적소득 이전 ]
- 공적소득의 이전은 정부의 소득이전으로 사회보험과 공공부조, 조세 등이 이에 속할 수 있다.
- 사적소득의 이전은 민간부분에서의 자발적인 동기에 의해 이루어지는 현금의 이전으로 가족구성원 간의 소득이전이 가장 중요한 사적재분배에 속한다. 민간의 보험도 민간부분이라는 점에서 사적소득 이전의 형태이다.

[ 수직적 재분배와 수평적 재분배 ]
- 수직적 재분배는 서로 다른 소득집단들 사이의 소득이전을 말하는 것으로 부유층에서 빈곤층으로, 고소득자에서 저소득자로의 재분배를 말한다. 대표적인 예로 공공부조가 있으며, 연금과 의료보험 또한 수직적 소득재분배 효과가 이루어지고 있다.
- 수평적 재분배는 소득과 관계없이 욕구가 큰 사람들에게 자원이 이전되는 것으로, 위험발생집단으로 지원되는 재분배를 말할 수 있다. 즉 취업자로부터 실업자가 받게 되는 실업급여나 근로자로부터 산업재해자가 받는 각종 산재보험 혜택, 그리고 모든 가족에게 가족(아동)수당을 제공하는 것과 같다.

[ 세대내 재분배와 세대간 재분배 ]
- 세대내 재분배란 젊은 시절의 소득을 적립해 놓았다가 노년기에 되찾는, 즉 한 세대 내에서 이루어지는 재분배를 말한다. 비교적 잘 나가던 시기에 얻은 소득의 일부를 부족한 시기에 이전하게 하는 방식으로서 젊은시절 소득을 적립해 놓았다가 노년기에 되찾는 적립방식 연금이 대표적인 방법이다.
- 세대간 재분배 한 세대에서 다음 세대로의 소득의 이전을 말하는데 청년집단에서 노인집단으로, 또는 성인으로부터 아동에게 이전되는 소득을 말하며 저금과 같은 적립방식의 연금이 아닌, 퇴직자가 수령하는 연금을 현재 일하는 근로계층이 부담하는 부과방식의 연금과 기초노령연금도 대표적인 예이다.

[ 장기적 재분배와 단기적 재분배 ]
- 시간을 기준으로 하여 나타나는 재분배 효과로 장기적 재분배는 생애에 걸친 장기간의 재분배로써 특히 적립방식의 연금과 관련이 많다. 젊어서 일할 때의 소득의 일부분을 적립하였다가 정년 후 적립했던 돈을 연금의 급여로 되돌려 받음으로써, 개인으로 보면 청년에서 노년기로의 소득을 재분배하는 것이 된다.
- 단기적인 재분배는 현재 드러난 욕구에 대한 충족을 목적으로 하고 있으며, 공공부조가 대표적인 예이다. 즉 현재 문제가 되는 것을 해결하기 위하여 조세로 조달되는 공공부조의 급여를 저소득층에게 지급함으로써, 수직적 재분배인 동시에 단기적 재분배인 성격을 가지고 있다.

## 참고자료
- 원석조(2007), 사회복지정책론, 공동체
- 노병일(2009), 사회보장론, 공동체

## 같이 보기
- 소득 분배
- 최저임금
- 생활임금
- 세금
- 부유세
- 양도소득세
- 복지국가
- 국가주의
- 재분배
- 로빈후드 효과